# I. Henri de Montmorency
I. Henri de Montmorency (Chantilly, 1534. június 15. – Pézenas, 1614. április 2.) francia főnemes, Montmorency hercege, Damville és Alais grófja, a francia vallásháborúk hadvezére. Franciaország marsallja, Languedoc kormányzója, 1593-tól a francia hadsereg főparancsnoka (connétable). A befolyásos Montmorency család tagja, Anne de Montmorency connétable fia, François de Montmorency marsall öccse, Charles de Montmorency-Damville admirális bátyja.

## Családja, származása
A Párizs környéki Montmorency a 10. század vége óta volt a család birtokában; 1327-től a „Franciaország első bárója” cím illette meg a családfőt. A Montmorencyk igazán nagy befolyásra Anne de Montmorency (1492–1567) révén tettek szert, aki együtt nevelkedett a későbbi I. Ferenc francia királlyal. Hamar kitűnt az itáliai háborúkban, így 1522-ben marsall, majd 1538-ban connétable lett. II. Henrik és utódai idején az udvar legbefolyásosabb tagjai közé tartozott. 1551-ben herceggé és pairré nevezték ki és az ország egyik leggazdagabb birtokosává vált. Az 1562-től kitörő vallásháborúk idején a mérsékelt katolikus tábor vezéralakja volt, több ízben harcolt a hugenották ellen. 1567-ben a saint-denis-i csatában szerzett sebesüléseibe halt bele.
Montmorency 1526. január 10-én, Saint-Germain-en-Laye-ban vette feleségül a paviai csatában elesett René de Savoie (1473–1525) villars-i és tende-i gróf leányát, Madeleine de Savoie-t (1510 k.–1586), aki apai nagynénje, Savoyai Lujza révén I. Ferenc király unokatestvére volt; később, már özvegyként, 1570–1574 között Habsburg Erzsébet királyné mellett szolgált első udvarhölgyként. A párnak tizenkét gyermeke született:
1. Éléonore de Montmorency (1526 k.–1556), 1545-től III. François de La Tour d'Auvergne, turenne-i őrgróf felesége;
2. Jeanne de Montmorency (1528–1596), 1549-től III. Louis de La Trémoille, thouars-i őrgróf, majd herceg felesége ;
3. François de Montmorency (1530–1579), udvarmester, marsall, Párizs és Île de France kormányzója;
4. Catherine de Montmorency (1532–1624), 1553-tól III. Gilbert de Lévis ventadouri gróf, majd herceg felesége;
5. Marie de Montmorency, 1567-től Henri de Foix candale-i, benauges-i és astarac-i gróf felesége;
6. I. Henri de Montmorency (1534–1614);
7. Charles de Montmorency (1537–1612), Damville bárója, majd hercege, pair, admirális;
8. Gabriel de Montmorency (1541–1562), Montbéron bárója, a hugenották ellen vívott dreux-i csatában esett el;
9. Guillaume de Montmorency (1546–1594), Thoré ura, lovassági tábornok;
10. Anne de Montmorency (?–1588), a caeni Szentháromság-zárda apátnője;
11. Louise de Montmorency, Gercy apátnője;
12. Madeleine de Montmorency (?-1598), a caeni Szentháromság-zárda apátnője nővére halála után.

## Élete
A hercegi pár második fia születésekor a damville-i uradalmat kapta meg. 1561-ben hazakísérte Stuart Máriát, a fiatalon meghalt II. Ferenc francia király özvegyét Skóciába. 1563 májusában a tisztséget 1526 óta viselő apja helyére Languedoc kormányzójává nevezték ki. Ilyen minőségben vett részt apja és fivérei oldalán az 1562-ben kitörő vallásháborúkban. Miután apjuk 1567-ben elesett, Henri marsalli kinevezést kapott és megörökölte a caeni helytartóságot is (1567–1580). Bátyjával, a már 1559-ben marsallá kinevezett François herceggel és öccsével, Charles-lal, Méru urával ellentétben eleinte nem a mérsékelt katolikus tábor híve volt, hanem szoros kapcsolatokat ápolt a szélsőséges Guise-ekkel. Több összezördülés után azt követően békült ki bátyjával, hogy az megtette örökösévé (ugyanis mindkét gyermeke korán meghalt). Az 1560-as években komoly konfliktusba került Guyenne helytartójával, Blaise de Monluc-kel, aki azzal vádolta, hogy összejátszik a protestánsokkal; ezek után valószínűleg szerepe volt Monluc 1570-es leváltásában és Villars őrgrófjának helytartói kinevezésében.
1572-ben, a Szent Bertalan éjszakáján elkövetett mészárlások nyomán fivéreivel együtt közeledni kezdett a hugenottákhoz. Miután IX. Károly és befolyásos anyja, Medici Katalin a fanatikus Guise-család szövetségese lett, a Montmorencyk csatlakoztak az ún. „elégedetlenek összeesküvéséhez”, ami Medici Katalin hatalomból való kiszorítását, a hugenottákat vezető Navarrai Henrik és Condé hercegének kiszabadítását, valamint Ferenc alençoni herceg trónörökössé tételét tűzte ki célul (IX. Károly ugyanis halálosan beteg volt, a trónörökös anjoui herceget pedig időközben lengyel királlyá választották). Az összeesküvést 1574 áprilisában felszámolták a királyi erők, ekkor François  de Montmorencyt a Bastille-ba zárták Artus de Cossé-Brissac marsallal együtt. Míg két öccsük, Charles és Guillaume Svájcba, illetve a Német-római Birodalomba menekült, Henri az általa kormányzott Languedoc hugenottáihoz csatlakozott, és amikor III. Henrik végül megadásra szólította fel, támadásba lendült, és elfoglalva Saint-Gilles-t és Aigues-Mortes-t.
Montmorency herceg 1575-ben kegyelmet kapott a trónra lépő III. Henriktől. A languedoci kormányzó 1576-ban állt át a királyi táborba, amikor ígéretet kapott a Saluzzói Őrgrófság megszerzésére. A hírre Montpellier fellázadt ellene, ő pedig 1576–1577 folyamán megostromolta a várost. 1578-ban Beaucaire neki adta meg magát, és ebben az évben fogadta Medici Katalint Toulouse-ban.
1579-ben meghalt bátyja, ekkor megörökölte annak birtokait és címeit: ő lett Montmorency hercege, Dammartin és Alais grófja, Châteaubriant bárója, Chantilly és Écouen ura. Damville-t ekkor Charles nevű öccse kapta meg. Mivel nem bízott III. Henrikben, távol maradt az udvartól, inkább Languedocban maradt, ahol kiépítette Pézenas-ban a La Grange-des-Prés-kastélyt. A későbbiekben az ún. „politikusok” táborához csatlakozott, ami szembeszegült a Guise-ek által dominált Katolikus Ligával és spanyol támogatóikkal. Navarrai Henrik oldalán harcolt, aki 1589-ben megörökölte a francia trónt IV. Henrik néven. Az új király kegyekben részesítette a herceget: 1593-ban atyja régi méltóságával, a connétable-sággal tüntette ki, 1597-ben pedig a Szentlélek-rend tagjává fogadta.

## Házasságai, utódai

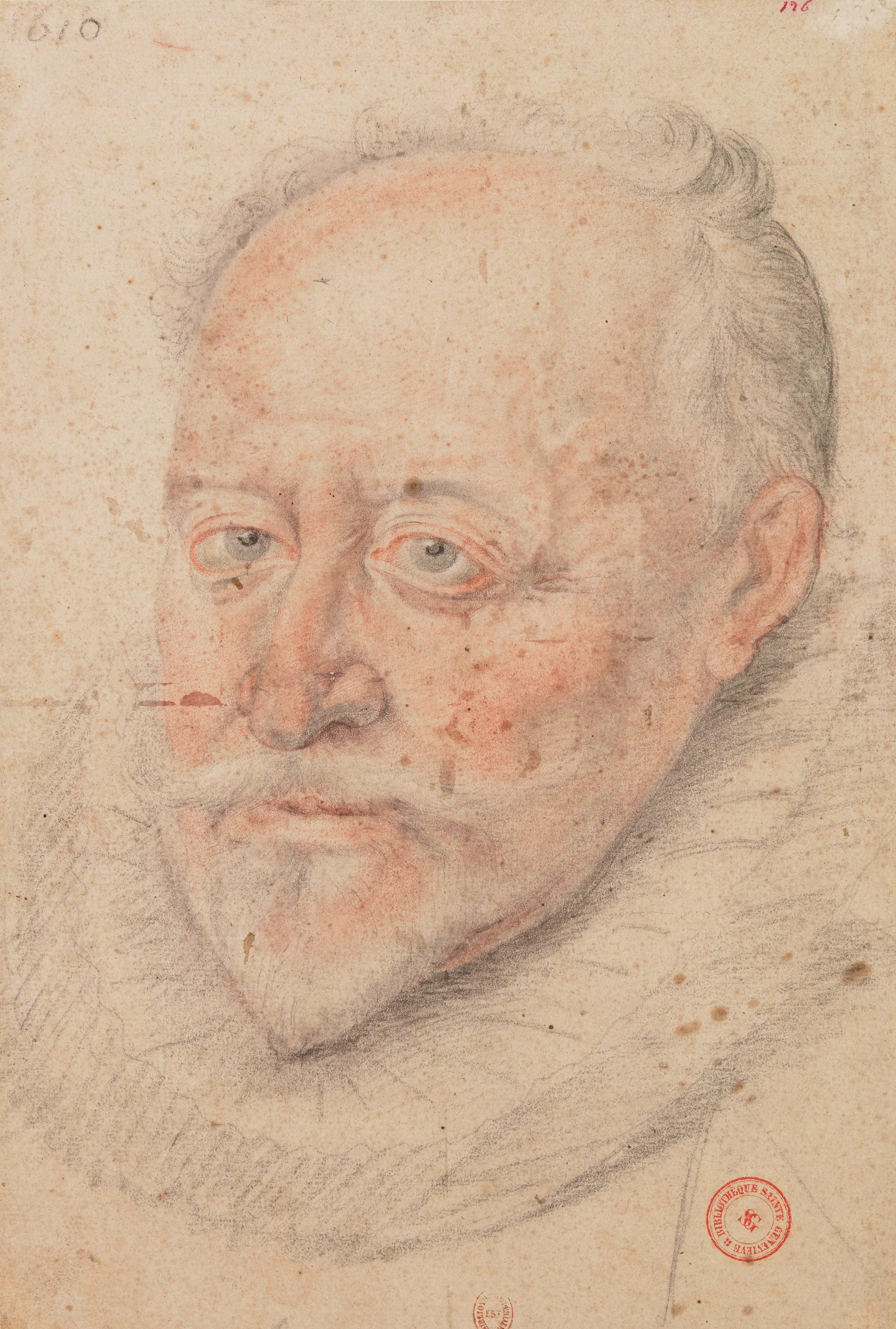
Az idős Montmorency herceg arcképe (Daniel Dumonstier rajza, fekete és vörös kréta, 1610 k.)

A hosszú életű Montmorency háromszor nősült. Elsőként 1558-ban, a hercegi székhelyként szolgáló Écouenban vette feleségül IV. Robert de La Marck (1512–1556) marsall, bouilloni herceg és sedani fejedelem, valamint Françoise de Brézé (1515 k.–1577) leányát, Antoinette de La Marckot (1542–1591), aki édesanyja révén Diane de Poitiers, II. Henrik király nagy hatalmú szeretőjének unokája volt. Négy gyermekük született:
- Charlotte (1571–1636), 1591-től Charles de Valois (1573–1650) auvergne-i gróf, későbbi angoulême-i herceg, IX. Károly francia király törvénytelen fiának felesége;
- Hercule (1572–1593), Ostremont grófja;
- Marguerite (1577–1660), 1593-tól unokatestvére, Anne de Lévis (1569 k. – 1622) ventadouri herceg felesége;
- Henri (1581–1583).

Második feleségét Agde-ban vette feleségül, 1593-ban: választottja a jóval fiatalabb Louise de Budos (1575–1598), Jacques de Budos (1537–1596) portes-i őrgróf és Catherine de Clermont-Montoison (megh. 1625) leánya volt, akinek ő volt a második férje. Rövid házasságuk boldog volt, két gyermekük is született:
- Charlotte-Marguerite (1594–1650), 1609-től II. Henri, Condé Bourbon-házi hercegének felesége;
- II. Henri de Montmorency (1595–1632), Montmorency hercege, Languedoc kormányzója, admirális, marsall; felségsértésért kivégezték.

Louise de Budos 1598-ban rövid időre IV. Henrik szeretője lett, de még abban az évben meghalt, és nagy pompával temették el Párizsban.
A herceg harmadik házasságát 1601-ben, Beaucaire-ben kötötte meg Laurence de Clermont-Montoisonnal (1571–1654), előző feleségének anyai nagynénjével, Claude de Clermont montoisoni báró és Louise de Rouvroy de Saint-Simon lányával. A frigy boldogtalan és gyermektelen maradt, de a herceg hiába kérte a házasság megsemmisítését, házasságuk során pedig többször más lakhelyre telepítette feleségét.
Szeretőjétől, Catherine de Guilhem de Chastelet richery-i úrnőtől három törvénytelen fia született, köztük:
- Annibal de Montmorency (1590 k.-1639), Mons és Mélouset ura.

## Galéria
- A Montmorency-ház címere
- I. Henri, Montmorency hercege, Franciaország connétable-ja (1534-1614), Louis-Jules Étex 1835-ös másolata egy, a valaha Montmorency-gyűjteményhez tartozó festményről.
- Második felesége, Louise de Budos (Thomas de Leu metszete, 16. század vége)
- A Montmorency által kiépített pézenas-i La Grange des Prés kastély homlokazata

## Bibliográfia
- Joan M. Davies: Languedoc and its gouverneur, Henri de Montmorency-Damville, 1563-1589. London: London University. 1975.   (doktori értekezés)
- Joan M. Davies:  The Duc de Montmorency, Philip II and the House of Savoy: A Neglected Aspect of the Sixteenth-Century French Civil Wars. (angolul)  The English Historical Review,  CV. évf.  417. sz. (1990)   870–892. o.
- Joan M. Davies:  Neither Politique Nor Patriot ?: Henri, Duc de Montmorency and Philip II, 1582-158. (angolul)  The Historical Review,  XXXIV. évf.  3. sz. (1991. szeptember)   539–566. o.
- Joan M. Davies:  The Secretariat of Henri I, Duc de Montmorency, 1563-1614. (angolul)  The English Historical Review,  CXV. évf.  463. sz. (2000)   812–842. o.
- Mark Greengrass:  Noble Affinities in Early Modern France: The Case of Henri I de Montmorency, Constable of France. (angolul)  European History Quarterly,  XVI. évf.  3. sz. (1986. július)   275–311. o. doi
- Mark Greengrass:  Aristocracy and Episcopacy at the End of the Wars of Religion: The Duke of Montmorency and the Bishoprics of Languedoc. (angolul)  Miscellanea Historiae Ecclesiasticae,  VIII. évf.   (1987)   356–363. o.
- Mark Greengrass: enri de Montmorency-Damville et l'administration des armées provinciales de Languedoc. In  Province et pays du Midi au temps d'Henri de Navarre, 1555-1589: Acte du colloque de Bayonne, 7-9 octobre 1988. (franciául) Biarritz: Association Henri IV. 1989.   103–123. o.
- Arlette Jouanna: Protection des fidèles et fidélité au roi – l'exemple de Henri Ier de Montmorency-Damville. In  Yves Durand (szerk.): Hommage à Roland Mousnier: Clientèles et fidélités en Europe à l'Époque moderne. (franciául) Rome: Presses universitaires de France. 1981.   279–296. o. ISBN 2-13-036710-0
- Arlette Jouanna: Un programme politique nobiliaire – les Mécontents et l'État (1574-1576). In  Philippe Contamine (szerk.): L'État et les aristocraties (France, Angleterre, Écosse) XIIe-XVIIe siècles: Actes de la table ronde, Maison française d'Oxford, 26 et 27 septembre 1986. (franciául) Paris: Presses de l'École normale supérieure. 1989.   247–278. o. ISBN 2-7288-0140-1
- Arlette Jouanna. Le Devoir de révolte – la noblesse française et la gestation de l'État moderne, 1559-1661, Nouvelles études historiques (francia nyelven). Fayard (1989). ISBN 2-213-02275-5.
- Arlette Jouanna: Le thème polémique du complot contre la noblesse lors des prises d'armes nobiliaires sous les derniers Valois. In  Yves-Marie Bercé és Elena Fasano Guarini (szerk.): Complots et conjurations dans l'Europe moderne: Actes du colloque international, Rome, 30 septembre-2 octobre 1993. (franciául) Rome: Publications de l'École française de Rome. 1996.   475–490. o. = Collection de l'École française de Rome,  220. ISBN 2-7283-0362-2
- Arlette Jouanna, Jacqueline Boucher, Dominique Biloghi, Guy Le Thiec. Histoire et dictionnaire des guerres de religion, Bouquins (francia nyelven). Robert Laffont (1998). ISBN 2-221-07425-4.
- Franklin Charles Palm. Politics and Religion in Sixteenth-Century France – A Study of the Career of Henry of Montmorency-Damville Uncrowned King of the South (angol nyelven). Ginn and Company The Athenæum Press (1927).
- Claude Tiévant. Le Gouverneur de Languedoc pendant les premières guerres de religion (1559-1574) – Henri de Montmorency-Damville, La France au fil des siècles (francia nyelven). Publisud (1993). ISBN 2-86600-517-1.

## Fordítás
Ez a szócikk részben vagy egészben  a   Henri Ier de Montmorency című francia Wikipédia-szócikk ezen változatának fordításán alapul.  Az eredeti cikk szerkesztőit annak laptörténete sorolja fel. Ez a jelzés csupán a megfogalmazás eredetét és a szerzői jogokat jelzi, nem szolgál a cikkben szereplő információk forrásmegjelöléseként.